# Паффінг Біллі
Залізниця «Паффінг Біллі» — туристична залізниця в горах Данденонг неподалік від Мельбурна, Австралія.

## Історія
Залізниця «Паффінг Біллі» — одна з п'яти подібних у Вікторії, відкритих з початком XX століття. З того часу залізницю кілька разів ремонтували та відновлювали — і вона понині служить місцевим атракціоном. «Паффінг Біллі» — це один з найвідоміших та найпривабливіших туристичних залізничних маршрутів світу.

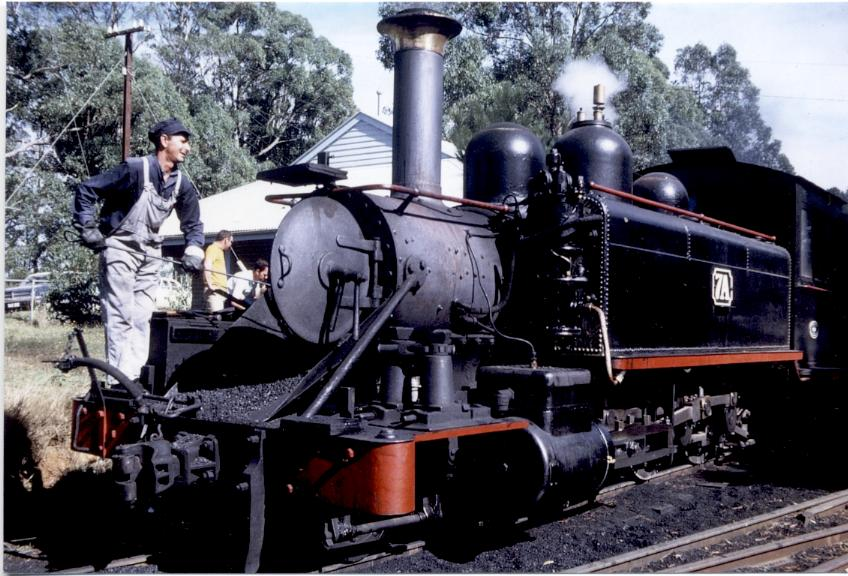
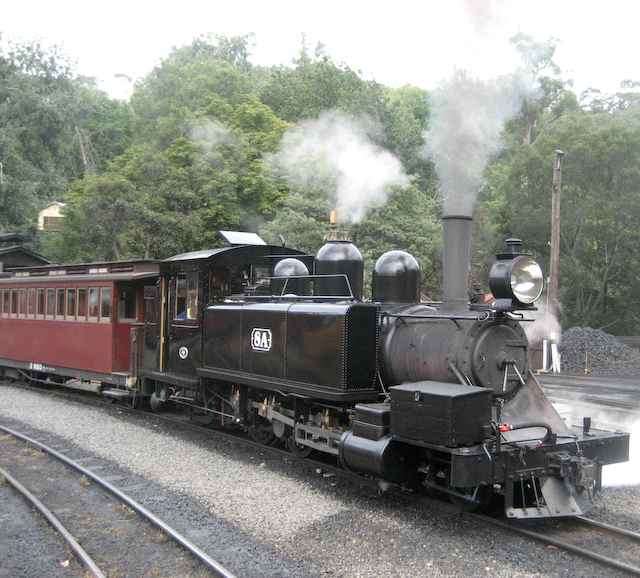
Локомотив на станції Белгрейв
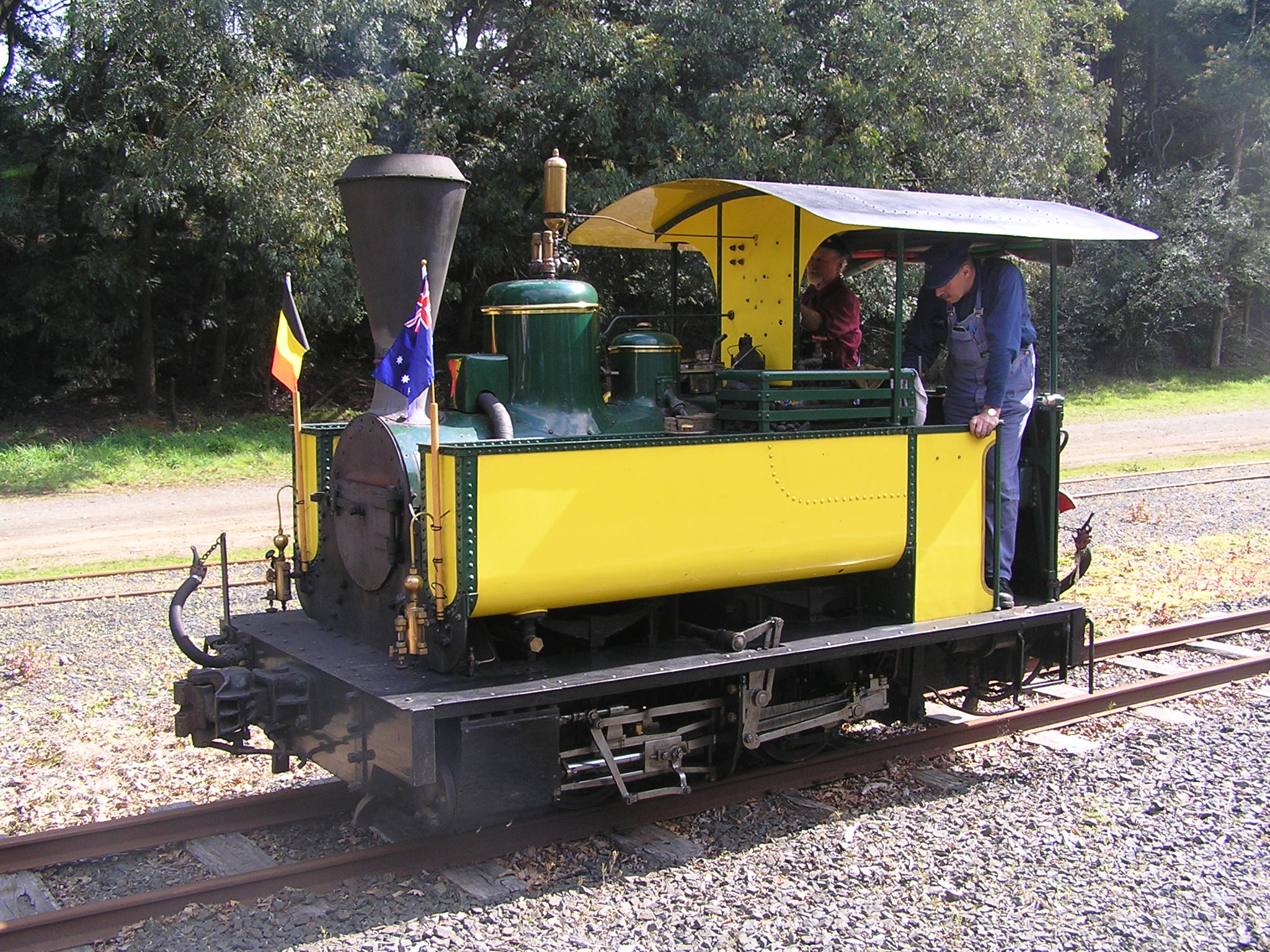
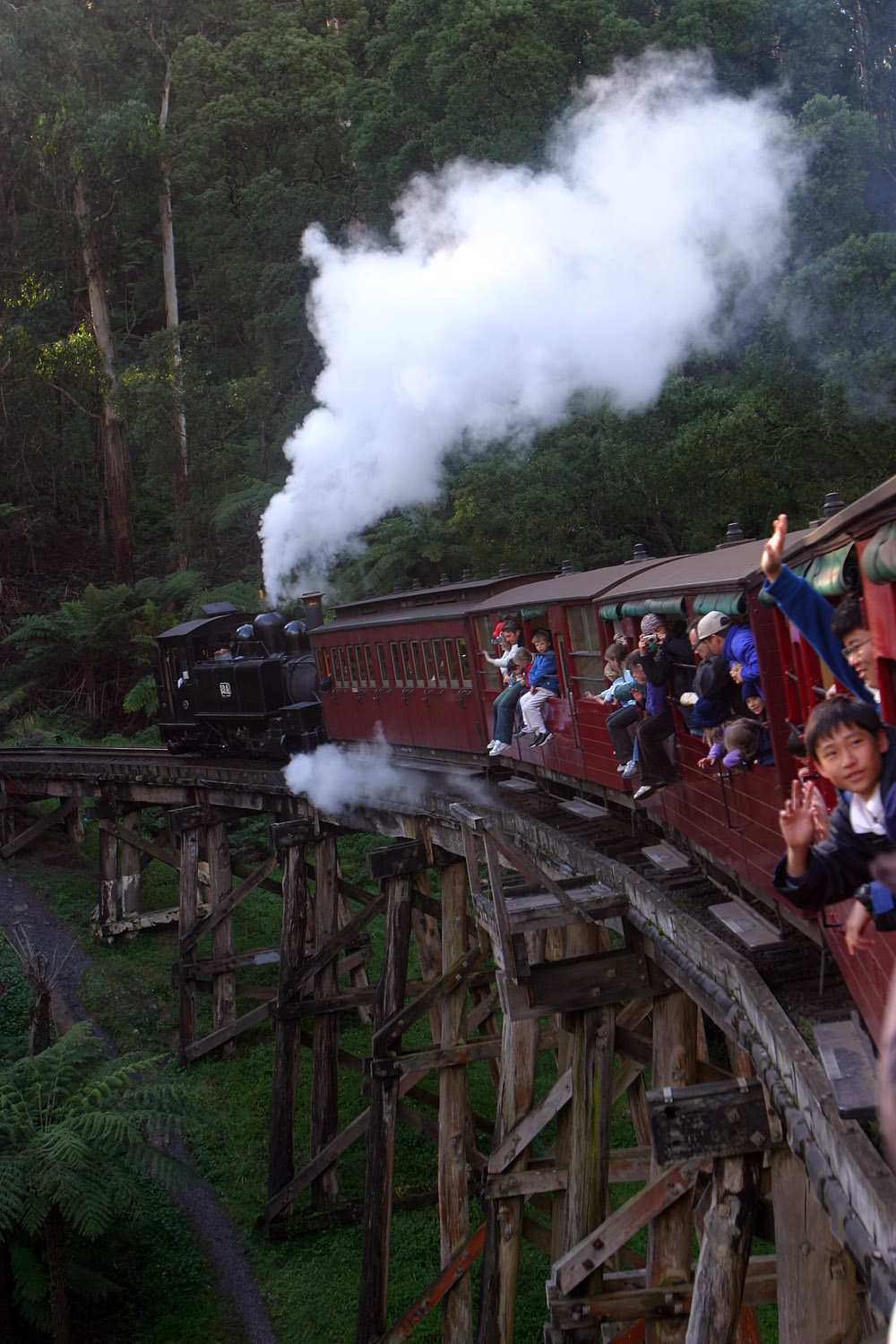
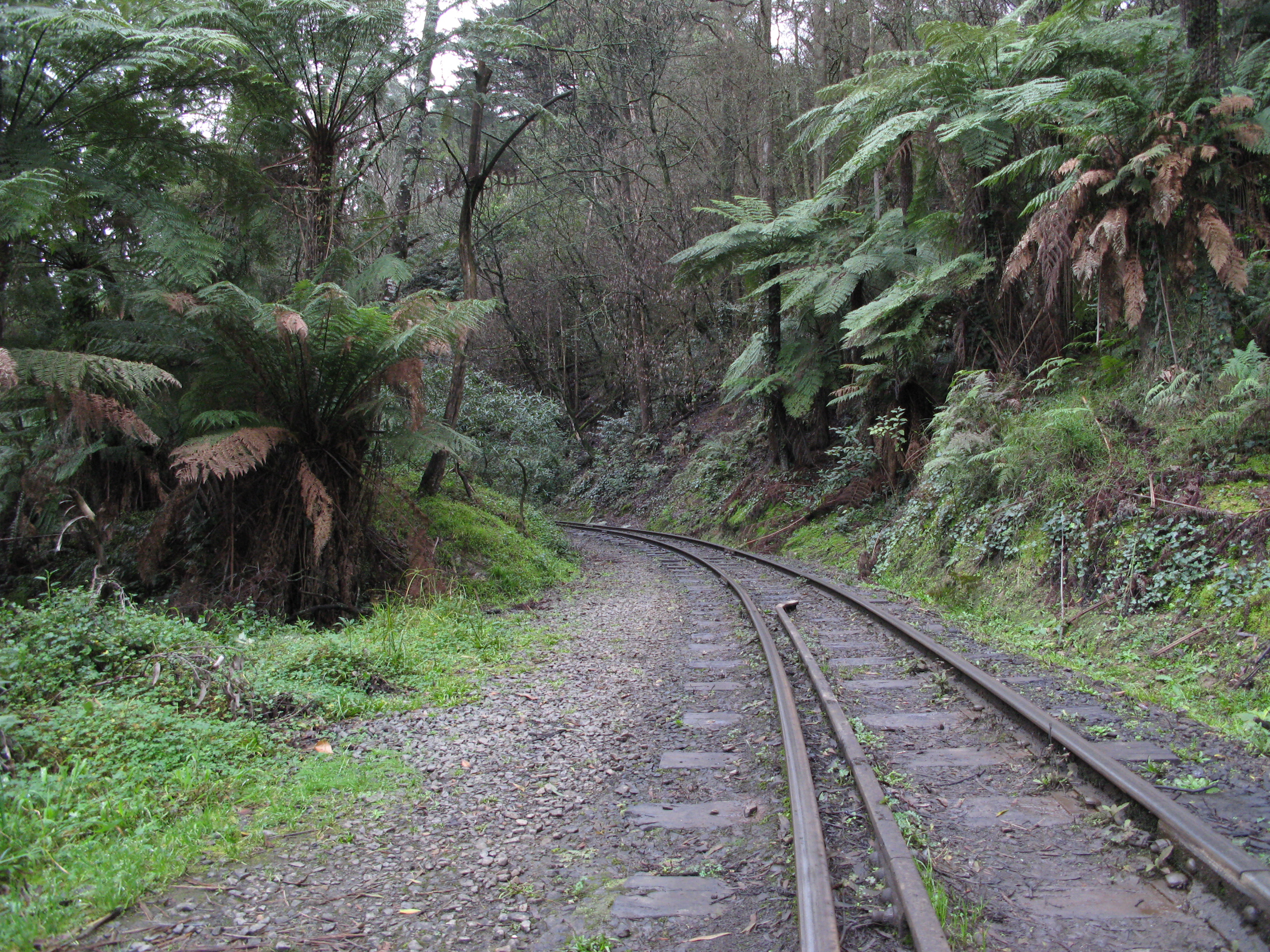